# 胡西意得
胡西意得是一个位于中国内蒙古自治区哲里木盟的盐湖，面积约为1.17平方千米，属于蒙新高原区。它的一级流域为内流区诸河，二级流域为内蒙古内流区。